# Bernard Nantet
 (juin 2023).
Bernard Nantet est un journaliste français et écrivain multimédia spécialisé sur l’Afrique, né le 6 janvier 1938 à Clichy. 

## Publications
Bernard Nantet publie une quinzaine d’ouvrages sur l’Afrique,, dont des dictionnaires, destinés aux publics européen et africain.

### Auteur
- Le Sahara : Histoire, guerres et conquêtes, Paris, Librairie Tallandier, coll. « Histoire aujourd'hui », 2013, 398 p. (ISBN 979-10-210-0239-5)
- Dictionnaire de l'Afrique, Larousse, coll. « In Extenso », 2011, 303 p. (ISBN 978-2-03-584301-2 et 2-03-584301-4)
- Chronologie de l'Afrique, édition TSH,, vol. Collection, n° 55, Tableaux synoptiques de l'histoire, 2009 (ISBN 978-2-35972-010-5 et 2-35972-010-4)
- Histoire du Sahara et des sahariens : Des origines à la fin des grands empires africains, Ibis Press, coll. « Sahara Sahel », 2008, 254 p. (ISBN 978-2-910728-73-1 et 2-910728-73-0)
- Histoire du Nil : Voyage au cœur des civilisations, Paris, Le Félin, 2005, 288 p. (ISBN 2-86645-572-X)
- Au cœur de l’Afrique, Toulouse, Milan Presse, coll. « Les Encyclopes (documentaires jeunesse) », 2004, 255 p. (ISBN 2-7459-1185-6)
- Objectif Aventure : Mauritanie, Arthaud, coll. « Guides Arthaud », 2001 (ISBN 978-2-7003-1262-1),
Réédition en 2006 sous le titre Le Guide de la Mauritanie : Sur les traces des nomades, Ibis Press, 2006, 250 p. (ISBN 978-2-910728-52-6 et 2-910728-52-8)
- L'Afrique des sables et des forêts, Sélection du Reader's Digest, 2001 (ISBN 978-2-7098-1228-3)
- Serge Cordellier / collectif, Le Dictionnaire historique et géopolitique du XXe siècle, Paris, La Découverte, coll. « État Du Monde », 2000, 700 p. (ISBN 2-7071-3093-1)
- Dictionnaire d'Histoire et Civilisations africaines, Paris, Éditions Larousse, coll. « Les référents », 1999, 336 p. (ISBN 2-03-720321-7)
- Collectif sous la direction d'Emmanuel de Waresquiel, Le Siècle rebelle : Dictionnaire de la contestation au XXe siècle, Paris, Larousse / Bordas, 1999, 671 p. (ISBN 2-03-511320-2)
- L'Invention du désert : Archéologie au Sahara, Paris, Payot, 1998, 390 p. (ISBN 2-228-89192-4)
- Bernard Nantet et Édith Ochs, À la découverte des Falasha : Le voyage de Joseph Halévy en Abyssinie (1867), vol. 351, Paris, Payot, coll. « Petite Bibliothèque Payot/Voyageurs », 1998, 224 p. (ISBN 2-228-89191-6)
- Bernard Nantet et Édith Ochs, Les Fils de la Sagesse : Les ismaéliens et l'Aga Khan, Paris, JC Lattès, coll. « Document contemporain », 1998, 348 p. (ISBN 2-7096-1859-1)
- Rémy Bazenguissa et Bernard Nantet, Afrique, Mythes et réalités d'un continent, Le Cherche midi, coll. « Documents », 1995, 225 p. (ISBN 2-86274-422-0)
- Afrique, Les mots clés, Bordas, coll. « Les Compacts », 1992, 254 p. (ISBN 978-2-04-018520-6)
- Bernard Nantet et Édith Ochs, Les Falasha : la tribu retrouvée, Levallois-Perret, Manya, coll. « Document », 1992, 211 p. (ISBN 2-87896-042-4)
- Les Routes de l'ivoire, Paris, Casterman, 1990, 114 p. (ISBN 2-203-16903-6)
- Collectif, Découverte de l'Afrique noire, Larousse, 1981, Paris, Larousse, 1981, 239 p. (ISBN 2-03-513183-9)

### Collaboration
- (en) Cheeses of the World : An Illustrated Guide for Gourmets, Rizzoli, 2005, 256 p. (ISBN 978-0-8478-1599-9)
- Bernard Nantet et Édith Ochs, Trésors de la Chine, Sélection du Reader's Digest, 1998 (ISBN 978-2-7098-0293-2)
- Îles de Malte, Genève/Paris, Minerva / France Loisirs, coll. « Dernières îles de rêves », 1996, 120 p. (ISBN 2-8307-0349-9)
- Le Goût du fromage, Paris, Flammarion, 1994, 256 p. (ISBN 2-08-200586-0)
- Bernard Nantet, Jean-Claude Ribaut, illustré par Michel Viard, Les Jardins des épices, Paris, Éditions Du May, 1992, 178 p. (ISBN 2-906450-75-8)
- Saint-Tropez : Histoires..., Paris, Londreys, 1988, 143 p. (ISBN 2-904184-71-6)
- Malta - Malte : Histoire illustrée, Delroisse, 1977, 191 p.
- Bernard Nantet, Tahiti et la Polynésie, Delroisse, 1976, 144 p. (BNF 34567994)
- Illustration d'Israël, le royaume et l'utopie, de Michel Salomon, coll. Horizon 2000, Casterman, Paris, 1968, ISSN 2263-2018

### Filmographie
- Des feuilles aux cauris, une initiation féminine en Haute-Volta, avec Jeanne Bisilliat, prix du film ethnographique du musée de l’Homme, 1984.[réf. nécessaire]

## Distinctions
- Prix Paul-Bouteiller 2014 de l’Académie des sciences d’outre-mer pour Le Sahara : histoire, guerres et conquêtes.